# Campeonato Brasileño de Fútbol Serie C 2016
El Campeonato Brasileño de Serie C 2016 fue la vigésimo sexta edición (26ª) del campeonato de tercera categoría del fútbol brasileño. Contó con la participación de 20 equipos incluyendo los equipos descendidos de la Serie B 2015 y los ascendidos de la Serie D 2015.

## Sistema de juego
La Serie C 2016 conservará el formato implementado desde la temporada 2012, es decir, que los 20 participantes serán divididos en dos grupos de 10 equipos cada uno. Se jugarán partidos de ida y vuelta y los cuatro mejores equipos de cada zona clasificarán a la fase final.
En la fase final, se organizarán llaves en las cuales se jugarán partidos de ida y vuelta. Se jugarán cuartos de final, semifinal y final para conocer al campeón y a los cuatro ascendidos a la Campeonato Brasileño de Fútbol Serie B 2017.
Por otro lado, los dos equipos peor ubicados en cada zona descenderán a la Campeonato Brasileño de Fútbol Serie D 2017.

### Criterios de desempate
En caso de que haya dos o más equipos empatados en puntos al final de la primera fase (fase de grupos), los criterios de desempate son:
1. Mayor número de partidos ganados.
2. Mejor diferencia de gol.
3. Mayor número de goles a favor.
4. Resultado del partido jugado entre los equipos.
5. Menor número de tarjetas rojas recibidas.
6. Menor número de tarjetas amarillas recibidas.
7. Sorteo.

En caso de que haya dos o más equipos empatados en puntos al final de la segunda, tercera y cuartas fase (cuartos de final, semifinal y final, respectivamente), los criterios de desempate son:
1. Mejor diferencia de gol.
2. Mayor número de goles a favor en calidad de visitante.
3. Tiros desde el punto penal.

## Equipos participantes

### Ascensos y descensos
| Pos. | Descendidos de la Serie B 2015 |
| ---- | ------------------------------ |
| 17º  | Macaé                          |
| 18º  | ABC                            |
| 19º  | Boa Esporte                    |
| 20º  | Mogi Mirim                     |

| Pos. | Ascendidos de la Serie D 2015 |
| ---- | ----------------------------- |
| 1º   | Botafogo - SP                 |
| 2º   | Ríver                         |
| 3º   | Remo                          |
| 4º   | Ypiranga de Erechim           |

### Información de los equipos
| Equipo              | Ciudad             | Estadio          | Capacidad | Posición 2015 |
| ------------------- | ------------------ | ---------------- | --------- | ------------- |
| ABC                 | Natal, RN          | Frasqueirão      | 14 470    | 18º (Serie B) |
| América de Natal    | Natal, RN          | Arena das Dunas  | 32 050    | 9º            |
| ASA                 | Arapiraca, AL      | Fumeirão         | 15 000    | 6°            |
| Boa Esporte         | Varginha, MG       | Melão            | 19 000    | 19° (Serie B) |
| Botafogo - PB       | João Pessoa, PB    | Almeidão - PB    | 19 000    | 12°           |
| Botafogo - SP       | Ribeirão Preto, SP | Santa Cruz       | 29 292    | 1° (Serie D)  |
| Confiança           | Aracaju, SE        | Baptistão        | 14 000    | 7°            |
| Cuiabá              | Cuiabá, MT         | Arena Pantanal   | 44 000    | 13°           |
| Fortaleza           | Fortaleza, CE      | Arena Castelão   | 63 903    | 5°            |
| Guaraní             | Campinas, SP       | Brinco de Ouro   | 29 130    | 11°           |
| Guaratinguetá       | Guaratinguetá, SP  | Ninho da Garça   | 16 095    | 16°           |
| Juventude           | Caxias do Sul, RS  | Alfredo Jaconi   | 19 924    | 10°           |
| Macaé               | Macaé, RJ          | Moacyrzão        | 15 000    | 17° (Serie B) |
| Mogi Mirim          | Mogi Mirim, SP     | Vail Chaves      | 19 900    | 20° (Serie B) |
| Portuguesa          | São Paulo, SP      | Canindé          | 21 004    | 8°            |
| Remo                | Belém, PA          | Mangueirão       | 45 007    | 3° (Serie D)  |
| Ríver               | Teresina, PI       | Albertão         | 52 296    | 2° (Serie D)  |
| Salgueiro           | Salgueiro, PE      | Salgueirão       | 12 000    | 14º           |
| Tombense            | Tombos, MG         | Almeidão - MG    | 3 050     | 15°           |
| Ypiranga de Erechim | Erechim, RS        | Colosso da Lagoa | 30 000    | 4º (Serie D)  |

## Grupo A

### Tabla de posiciones
| Pos. | Equipo               | Pts. | PJ | PG | PE | PP | GF | GC | Dif. |
| ---- | -------------------- | ---- | -- | -- | -- | -- | -- | -- | ---- |
| 1.º  | Fortaleza            | 30   | 18 | 8  | 6  | 4  | 26 | 17 | 9    |
| 2.º  | ABC                  | 30   | 18 | 8  | 6  | 4  | 24 | 15 | 9    |
| 3.º  | Botafogo - PB        | 28   | 18 | 7  | 7  | 4  | 19 | 13 | 6    |
| 4.º  | ASA                  | 26   | 18 | 6  | 8  | 4  | 16 | 15 | 1    |
| 5.º  | Remo                 | 25   | 18 | 6  | 7  | 5  | 21 | 20 | 1    |
| 6.º  | Cuiabá               | 22   | 18 | 5  | 7  | 6  | 19 | 17 | 2    |
| 7.º  | Confiança            | 22   | 18 | 5  | 7  | 6  | 22 | 26 | −4   |
| 8.º  | Salgueiro            | 21   | 18 | 5  | 6  | 7  | 13 | 18 | −5   |
| 9.º  | América de Natal (D) | 20   | 18 | 5  | 5  | 8  | 17 | 23 | −6   |
| 10.º | Ríver (D)            | 13   | 18 | 2  | 7  | 9  | 13 | 26 | −13  |

|  | Clasifica a la Segunda fase.     |
|  | Desciende a la Serie D 2017. (D) |

### Evolución de la clasificación
| ABC              | 9  | 4  | 8  | 8  | 6  | 6  | 5  | 3  | 4  | 3  | 3  | 5  | 5  | 4  | 1  | 1  | 1  | 1  |
| Fortaleza        | 6  | 2  | 1  | 1  | 1  | 2  | 1  | 2  | 1  | 1  | 1  | 1  | 2  | 5  | 2  | 2  | 2  | 2  |
| Botafogo - PB    | 10 | 5  | 2  | 2  | 2  | 3  | 2  | 1  | 2  | 2  | 2  | 3  | 1  | 2  | 3  | 3  | 3  | 3  |
| ASA              | 3  | 3  | 4  | 5  | 3  | 1  | 3  | 6  | 3  | 5  | 5  | 4  | 4  | 3  | 5  | 5  | 4  | 4  |
| Remo             | 7  | 9  | 6  | 6  | 4  | 4  | 6  | 4  | 5  | 4  | 4  | 2  | 3  | 1  | 4  | 4  | 5  | 5  |
| Cuiabá           | 5  | 8  | 5  | 7  | 8  | 8  | 8  | 8  | 10 | 10 | 10 | 9  | 8  | 8  | 7  | 6  | 6  | 6  |
| Confiança        | 4  | 10 | 10 | 10 | 10 | 9  | 9  | 9  | 9  | 8  | 8  | 8  | 9  | 9  | 9  | 9  | 9  | 7  |
| Salgueiro        | 2  | 6  | 7  | 3  | 5  | 5  | 4  | 5  | 6  | 6  | 6  | 6  | 7  | 6  | 8  | 8  | 7  | 8  |
| América de Natal | 1  | 1  | 3  | 4  | 7  | 7  | 7  | 7  | 7  | 7  | 7  | 7  | 6  | 7  | 6  | 7  | 8  | 9  |
| Ríver            | 8  | 7  | 9  | 9  | 9  | 10 | 10 | 10 | 8  | 9  | 9  | 10 | 10 | 10 | 10 | 10 | 10 | 10 |

### Resultados
| Cuiabá           | 1 - 1 | Remo          | Arena Pantanal  | 21 de mayo | 19:00 |
| ASA              | 1 - 1 | Confiança     | Fumeirão        | 22 de mayo | 16:00 |
| América de Natal | 1 - 0 | ABC           | Arena das Dunas | 22 de mayo | 19:00 |
| Fortaleza        | 1 - 1 | Ríver         | Arena Castelão  | 23 de mayo | 20:00 |
| Salgueiro        | 1 - 0 | Botafogo - PB | Salgueirão      | 25 de mayo | 20:30 |

| Botafogo - PB | 1 - 0 | Cuiabá           | Almeidão (João Pessoa) | 28 de mayo | 19:00 |
| ABC           | 2 - 0 | Salgueiro        | Frasqueirão            | 28 de mayo | 20:00 |
| Ríver         | 2 - 3 | América de Natal | Alberto Silva          | 29 de mayo | 16:00 |
| Confiança     | 0 - 2 | Fortaleza        | Batistão               | 29 de mayo | 19:00 |
| Remo          | 0 - 1 | ASA              | Mangueirão             | 30 de mayo | 20:00 |

| Botafogo - PB    | 2 - 0 | ABC       | Almeidão (João Pessoa) | 5 de junio | 11:00 |
| ASA              | 0 - 0 | Salgueiro | Fumeirão               | 5 de junio | 16:00 |
| Cuiabá           | 3 - 0 | Confiança | Arena Pantanal         | 5 de junio | 17:00 |
| Ríver            | 1 - 2 | Remo      | Alberto Silva          | 5 de junio | 19:00 |
| América de Natal | 0 - 3 | Fortaleza | Arena das Dunas        | 6 de junio | 20:00 |

| Remo      | 0 - 0 | Botafogo - PB    | Mangueirão     | 11 de junio | 18:00 |
| ABC       | 0 - 0 | Confiança        | Frasqueirão    | 11 de junio | 19:00 |
| ASA       | 0 - 0 | Ríver            | Fumeirão       | 12 de junio | 16:00 |
| Fortaleza | 2 - 0 | Cuiabá           | Arena Castelão | 12 de junio | 19:00 |
| Salgueiro | 2 - 0 | América de Natal | Salgueirão     | 12 de junio | 19:00 |

| Fortaleza        | 0 - 1 | ABC       | Arena Castelão         | 18 de junio | 18:00 |
| Botafogo - PB    | 2 - 1 | Ríver     | Almeidão (João Pessoa) | 19 de junio | 16:00 |
| América de Natal | 1 - 2 | ASA       | Arena das Dunas        | 19 de junio | 16:00 |
| Cuiabá           | 0 - 0 | Salgueiro | Arena Pantanal         | 19 de junio | 17:00 |
| Confiança        | 3 - 5 | Remo      | Baptistão              | 19 de junio | 19:00 |

| Remo             | 1 - 1 | ABC           | Mangueirão      | 25 de junio | 18:00 |
| América de Natal | 1 - 1 | Botafogo - PB | Arena das Dunas | 25 de junio | 19:00 |
| Ríver            | 1 - 2 | Confiança     | Alberto Silva   | 26 de junio | 16:00 |
| ASA              | 1 - 0 | Cuiabá        | Fumeirão        | 26 de junio | 16:00 |
| Salgueiro        | 1 - 1 | Fortaleza     | Salgueirão      | 26 de junio | 19:00 |

| ABC       | 4 - 0 | Ríver            | Frasqueirão    | 2 de julio | 19:00 |
| Confiança | 1 - 1 | Botafogo - PB    | Baptistão      | 3 de julio | 16:00 |
| Fortaleza | 2 - 1 | ASA              | Arena Castelão | 3 de julio | 18:00 |
| Cuiabá    | 2 - 2 | América de Natal | Arena Pantanal | 3 de julio | 19:00 |
| Salgueiro | 1 - 0 | Remo             | Salgueirão     | 4 de julio | 19:15 |

| ABC           | 2 - 1 | Cuiabá           | Frasqueirão            | 10 de julio | 16:00 |
| Ríver         | 1 - 0 | Salgueiro        | Alberto Silva          | 10 de julio | 16:00 |
| Botafogo - PB | 2 - 0 | ASA              | Almeidão (João Pessoa) | 10 de julio | 16:00 |
| Remo          | 2 - 0 | Fortaleza        | Mangueirão             | 10 de julio | 18:30 |
| Confiança     | 0 - 2 | América de Natal | Baptistão              | 10 de julio | 19:00 |

| América de Natal | 1 - 1 | Remo          | Arena das Dunas | 16 de julio | 16:00 |
| ASA              | 2 - 1 | ABC           | Fumeirão        | 16 de julio | 19:00 |
| Cuiabá           | 0 - 1 | Ríver         | Arena Pantanal  | 17 de julio | 16:00 |
| Salgueiro        | 1 - 1 | Confiança     | Salgueirão      | 17 de julio | 16:00 |
| Fortaleza        | 1 - 0 | Botafogo - PB | Arena Castelão  | 17 de julio | 19:00 |

| Ríver         | 1 - 1 | Fortaleza        | Alberto Silva          | 23 de julio | 16:00 |
| ABC           | 1 - 0 | América de Natal | Frasqueirão            | 23 de julio | 19:00 |
| Confiança     | 1 - 0 | ASA              | Baptistão              | 24 de julio | 16:00 |
| Botafogo - PB | 2 - 0 | Salgueiro        | Almeidão (João Pessoa) | 24 de julio | 19:00 |
| Remo          | 2 - 0 | Cuiabá           | Mangueirão             | 25 de julio | 19:15 |

| ASA              | 2 - 2 | Remo          | Fumeirão       | 30 de julio | 20:30 |
| América de Natal | 1 - 1 | Ríver         | Nazarenão      | 31 de julio | 16:00 |
| Cuiabá           | 2 - 0 | Botafogo - PB | Arena Pantanal | 31 de julio | 16:00 |
| Fortaleza        | 2 - 2 | Confiança     | Arena Castelão | 31 de julio | 19:00 |
| Salgueiro        | 1 - 0 | ABC           | Salgueirão     | 1 de agosto | 19:15 |

| Remo      | 1 - 0 | Ríver            | Mangueirão     | 6 de agosto | 19:00 |
| ABC       | 1 - 1 | Botafogo - PB    | Frasqueirão    | 7 de agosto | 16:00 |
| Salgueiro | 0 - 1 | ASA              | Salgueirão     | 7 de agosto | 16:00 |
| Confiança | 1 - 1 | Cuiabá           | Baptistão      | 7 de agosto | 16:00 |
| Fortaleza | 2 - 1 | América de Natal | Arena Castelão | 7 de agosto | 19:00 |

| Botafogo - PB    | 2 - 0 | Remo      | Almeidão (João Pessoa) | 13 de agosto | 18:00 |
| América de Natal | 2 - 0 | Salgueiro | Arena das Dunas        | 13 de agosto | 19:00 |
| Confiança        | 1 - 1 | ABC       | Baptistão              | 14 de agosto | 16:00 |
| Ríver            | 0 - 0 | ASA       | Alberto Silva          | 14 de agosto | 16:00 |
| Cuiabá           | 2 - 0 | Fortaleza | Arena Pantanal         | 14 de agosto | 19:00 |

| Ríver     | 2 - 2 | Botafogo - PB    | Alberto Silva | 20 de agosto | 16:00 |
| ABC       | 2 - 1 | Fortaleza        | Frasqueirão   | 20 de agosto | 20:00 |
| Salgueiro | 2 - 2 | Cuiabá           | Salgueirão    | 21 de agosto | 16:00 |
| ASA       | 2 - 0 | América de Natal | Fumeirão      | 21 de agosto | 19:00 |
| Remo      | 2 - 0 | Confiança        | Mangueirão    | 22 de agosto | 19:15 |

| Fortaleza     | 3 - 1 | Salgueiro        | Arena Castelão         | 27 de agosto | 16:00 |
| Botafogo - PB | 1 - 2 | América de Natal | Almeidão (João Pessoa) | 27 de agosto | 19:00 |
| Confiança     | 4 - 1 | Ríver            | Baptistão              | 28 de agosto | 16:00 |
| Cuiabá        | 2 - 0 | ASA              | Arena Pantanal         | 28 de agosto | 16:00 |
| ABC           | 2 - 0 | Remo             | Frasqueirão            | 29 de agosto | 19:15 |

| América de Natal | 0 - 1 | Cuiabá    | Arena das Dunas        | 4 de septiembre | 16:00 |
| Botafogo - PB    | 2 - 1 | Confiança | Almeidão (João Pessoa) | 4 de septiembre | 16:00 |
| ASA              | 1 - 1 | Fortaleza | Fumeirão               | 4 de septiembre | 16:00 |
| Remo             | 1 - 1 | Salgueiro | Mangueirão             | 4 de septiembre | 18:30 |
| Ríver            | 0 - 2 | ABC       | Lindolfo Monteiro      | 5 de septiembre | 19:15 |

| América de Natal | 0 - 2 | Confiança     | Arena das Dunas | 10 de septiembre | 19:00 |
| Fortaleza        | 4 - 1 | Remo          | Arena Castelão  | 10 de septiembre | 20:00 |
| Salgueiro        | 1 - 0 | Ríver         | Salgueirão      | 11 de septiembre | 16:00 |
| ASA              | 0 - 0 | Botafogo - PB | Fumeirão        | 11 de septiembre | 16:00 |
| Cuiabá           | 2 - 2 | ABC           | Arena Pantanal  | 11 de septiembre | 16:00 |

| Botafogo - PB | 0 - 0 | Fortaleza        | Almeidão (João Pessoa) | 18 de septiembre | 19:00 |
| Remo          | 0 - 0 | América de Natal | Mangueirão             | 18 de septiembre | 19:00 |
| Ríver         | 0 - 0 | Cuiabá           | Lindolfo Monteiro      | 18 de septiembre | 19:00 |
| ABC           | 2 - 2 | ASA              | Frasqueirão            | 18 de septiembre | 19:00 |
| Confiança     | 2 - 1 | Salgueiro        | Baptistão              | 18 de septiembre | 19:00 |

## Grupo B

### Tabla de posiciones
| Pos. | Equipo              | Pts. | PJ | PG | PE | PP | GF | GC | Dif. |
| ---- | ------------------- | ---- | -- | -- | -- | -- | -- | -- | ---- |
| 1.º  | Guaraní             | 38   | 18 | 11 | 5  | 2  | 26 | 11 | 15   |
| 2.º  | Boa Esporte         | 35   | 18 | 10 | 5  | 3  | 28 | 10 | 18   |
| 3.º  | Botafogo - SP       | 31   | 18 | 8  | 7  | 3  | 28 | 13 | 15   |
| 4.º  | Juventude           | 30   | 18 | 8  | 6  | 4  | 28 | 18 | 10   |
| 5.º  | Tombense            | 29   | 18 | 8  | 5  | 5  | 27 | 16 | 11   |
| 6.º  | Ypiranga de Erechim | 28   | 18 | 8  | 4  | 6  | 22 | 23 | −1   |
| 7.º  | Mogi Mirim          | 22   | 18 | 5  | 7  | 6  | 12 | 15 | −3   |
| 8.º  | Macaé               | 16   | 18 | 4  | 4  | 10 | 16 | 26 | −10  |
| 9.º  | Portuguesa (D)      | 14   | 18 | 4  | 2  | 12 | 13 | 26 | −13  |
| 10.º | Guaratinguetá (D)   | 4    | 18 | 1  | 1  | 16 | 13 | 55 | −42  |

|  | Clasifica a la Segunda fase.     |
|  | Desciende a la Serie D 2017. (D) |

### Evolución de la clasificación
| Guaraní             | 1  | 3  | 1  | 1  | 1  | 1  | 1  | 1  | 1  | 1  | 1  | 1  | 1  | 1  | 1  | 1  | 1  | 1  |
| Boa Esporte         | 4  | 2  | 5  | 3  | 5  | 6  | 4  | 7  | 6  | 2  | 2  | 2  | 3  | 3  | 4  | 2  | 2  | 2  |
| Botafogo - SP       | 3  | 5  | 2  | 2  | 2  | 2  | 2  | 3  | 3  | 3  | 3  | 3  | 2  | 2  | 2  | 4  | 3  | 3  |
| Juventude           | 5  | 1  | 4  | 7  | 8  | 8  | 7  | 6  | 5  | 6  | 4  | 4  | 5  | 5  | 5  | 6  | 5  | 4  |
| Tombense            | 6  | 7  | 3  | 5  | 3  | 4  | 6  | 5  | 2  | 4  | 5  | 7  | 6  | 6  | 6  | 5  | 6  | 5  |
| Ypiranga de Erechim | 7  | 4  | 8  | 4  | 7  | 3  | 5  | 4  | 7  | 7  | 7  | 6  | 4  | 4  | 3  | 3  | 4  | 6  |
| Mogi Mirim          | 8  | 9  | 7  | 6  | 4  | 5  | 3  | 2  | 4  | 5  | 6  | 5  | 7  | 7  | 7  | 7  | 7  | 7  |
| Macaé               | 2  | 6  | 9  | 9  | 9  | 9  | 9  | 9  | 9  | 8  | 9  | 8  | 9  | 8  | 8  | 8  | 8  | 8  |
| Portuguesa          | 9  | 8  | 6  | 8  | 6  | 7  | 8  | 8  | 8  | 9  | 8  | 9  | 8  | 9  | 9  | 9  | 9  | 9  |
| Guaratinguetá       | 10 | 10 | 10 | 10 | 10 | 10 | 10 | 10 | 10 | 10 | 10 | 10 | 10 | 10 | 10 | 10 | 10 | 10 |

### Resultados
| Guaraní       | 4 - 0 | Guaratinguetá       | Brinco de Ouro  | 22 de mayo | 11:00 |
| Boa Esporte   | 1 - 1 | Tombense            | Melão           | 22 de mayo | 16:00 |
| Botafogo - SP | 1 - 0 | Mogi Mirim          | Santa Cruz      | 22 de mayo | 19:00 |
| Portuguesa    | 1 - 2 | Macaé               | Canindé         | 23 de mayo | 15:00 |
| Juventude     | 1 - 1 | Ypiranga de Erechim | Arena do Grêmio | 23 de mayo | 20:30 |

| Tombense            | 1 - 1 | Guaraní       | Almeidão (Tombos) | 28 de mayo | 15:30 |
| Macaé               | 1 - 5 | Boa Esporte   | Moacyrzão         | 28 de mayo | 16:00 |
| Mogi Mirim          | 0 - 0 | Portuguesa    | Vail Chaves       | 29 de mayo | 11:00 |
| Guaratinguetá       | 0 - 5 | Juventude     | Agostinho Prada   | 29 de mayo | 11:00 |
| Ypiranga de Erechim | 2 - 1 | Botafogo - SP | Colosso da Lagoa  | 29 de mayo | 16:00 |

| Tombense      | 1 - 0 | Macaé               | Almeidão (Tombos) | 4 de junio | 15:30 |
| Portuguesa    | 3 - 1 | Ypiranga de Erechim | Canindé           | 4 de junio | 16:00 |
| Juventude     | 0 - 2 | Guaraní             | Alfredo Jaconi    | 4 de junio | 19:00 |
| Guaratinguetá | 0 - 1 | Mogi Mirim          | Agostinho Prada   | 5 de junio | 11:00 |
| Botafogo - SP | 2 - 0 | Boa Esporte         | Santa Cruz        | 5 de junio | 16:00 |

| Mogi Mirim          | 1 - 1 | Tombense      | Vail Chaves      | 11 de junio | 15:30 |
| Portuguesa          | 0 - 5 | Botafogo - SP | Canindé          | 12 de junio | 11:00 |
| Guaraní             | 1 - 0 | Macaé         | Brinco de Ouro   | 12 de junio | 16:00 |
| Ypiranga de Erechim | 3 - 2 | Guaratinguetá | Colosso da Lagoa | 12 de junio | 16:00 |
| Boa Esporte         | 2 - 1 | Juventude     | Melão            | 13 de junio | 19:00 |

| Tombense      | 4 - 0 | Ypiranga de Erechim | Almeidão (Tombos) | 18 de junio | 15:30 |
| Macaé         | 0 - 1 | Mogi Mirim          | Moacyrzão         | 18 de junio | 16:00 |
| Juventude     | 1 - 2 | Portuguesa          | Alfredo Jaconi    | 18 de junio | 19:00 |
| Guaraní       | 2 - 1 | Boa Esporte         | Brinco de Ouro    | 19 de junio | 11:00 |
| Botafogo - SP | 6 - 2 | Guaratinguetá       | Santa Cruz        | 20 de junio | 20:00 |

| Botafogo - SP       | 1 - 1 | Juventude  | Santa Cruz       | 26 de junio | 11:00 |
| Guaratinguetá       | 2 - 2 | Tombense   | Agostinho Prada  | 26 de junio | 11:00 |
| Ypiranga de Erechim | 2 - 0 | Macaé      | Colosso da Lagoa | 26 de junio | 15:00 |
| Boa Esporte         | 1 - 1 | Mogi Mirim | Melão            | 26 de junio | 16:00 |
| Portuguesa          | 0 - 0 | Guaraní    | Canindé          | 27 de junio | 20:00 |

| Mogi Mirim  | 3 - 1 | Ypiranga de Erechim | Vail Chaves    | 2 de julio | 15:30 |
| Macaé       | 3 - 1 | Guaratinguetá       | Moacyrzão      | 2 de julio | 16:00 |
| Guaraní     | 0 - 0 | Botafogo - SP       | Brinco de Ouro | 2 de julio | 19:00 |
| Boa Esporte | 1 - 0 | Portuguesa          | Melão          | 3 de julio | 11:00 |
| Juventude   | 3 - 0 | Tombense            | Alfredo Jaconi | 3 de julio | 16:00 |

| Macaé               | 1 - 2 | Juventude     | Moacyrzão         | 9 de julio  | 19:00 |
| Guaratinguetá       | 2 - 1 | Portuguesa    | Agostinho Prada   | 9 de julio  | 19:00 |
| Tombense            | 3 - 1 | Botafogo - SP | Almeidão (Tombos) | 10 de julio | 11:00 |
| Ypiranga de Erechim | 1 - 0 | Boa Esporte   | Colosso da Lagoa  | 10 de julio | 15:00 |
| Mogi Mirim          | 1 - 0 | Guaraní       | Vail Chaves       | 11 de julio | 19:15 |

| Boa Esporte   | 4 - 0 | Guaratinguetá       | Melão          | 16 de julio | 16:00 |
| Guaraní       | 2 - 1 | Ypiranga de Erechim | Brinco de Ouro | 17 de julio | 11:00 |
| Juventude     | 2 - 1 | Mogi Mirim          | Alfredo Jaconi | 17 de julio | 15:30 |
| Botafogo - SP | 1 - 1 | Macaé               | Santa Cruz     | 17 de julio | 16:00 |
| Portuguesa    | 0 - 2 | Tombense            | Canindé        | 18 de julio | 19:15 |

| Mogi Mirim          | 0 - 0 | Botafogo - SP | Vail Chaves       | 23 de julio | 15:30 |
| Macaé               | 1 - 0 | Portuguesa    | Moacyrzão         | 23 de julio | 16:00 |
| Tombense            | 0 - 1 | Boa Esporte   | Almeidão (Tombos) | 24 de julio | 11:00 |
| Ypiranga de Erechim | 0 - 0 | Juventude     | Colosso da Lagoa  | 24 de julio | 11:30 |
| Guaratinguetá       | 0 - 1 | Guaraní       | Agostinho Prada   | 24 de julio | 16:00 |

| Portuguesa    | 1 - 0 | Mogi Mirim          | Canindé        | 30 de julio | 19:00 |
| Boa Esporte   | 2 - 0 | Macaé               | Melão          | 31 de julio | 11:00 |
| Guaraní       | 2 - 0 | Tombense            | Brinco de Ouro | 31 de julio | 11:30 |
| Juventude     | 4 - 0 | Guaratinguetá       | Alfredo Jaconi | 31 de julio | 16:00 |
| Botafogo - SP | 1 - 0 | Ypiranga de Erechim | Santa Cruz     | 31 de julio | 19:00 |

| Macaé               | 0 - 0 | Tombense      | Moacyrzão        | 6 de agosto | 16:00 |
| Ypiranga de Erechim | 1 - 0 | Portuguesa    | Colosso da Lagoa | 7 de agosto | 11:00 |
| Boa Esporte         | 0 - 0 | Botafogo - SP | Melão            | 7 de agosto | 11:00 |
| Mogi Mirim          | 2 - 1 | Guaratinguetá | Vail Chaves      | 7 de agosto | 15:30 |
| Guaraní             | 1 - 1 | Juventude     | Brinco de Ouro   | 8 de agosto | 19:15 |

| Macaé         | 2 - 4 | Guaraní             | Moacyrzão         | 13 de agosto | 16:00 |
| Guaratinguetá | 1 - 3 | Ypiranga de Erechim | Comendador Souza  | 14 de agosto | 11:00 |
| Tombense      | 4 - 0 | Mogi Mirim          | Almeidão (Tombos) | 14 de agosto | 11:00 |
| Juventude     | 1 - 1 | Boa Esporte         | Alfredo Jaconi    | 14 de agosto | 11:00 |
| Botafogo - SP | 2 - 1 | Portuguesa          | Santa Cruz        | 15 de agosto | 19:15 |

| Portuguesa          | 1 - 2 | Juventude     | Canindé           | 20 de agosto | 15:00 |
| Mogi Mirim          | 0 - 0 | Macaé         | Vail Chaves       | 20 de agosto | 15:30 |
| Guaratinguetá       | 0 - 4 | Botafogo - SP | Frederico Dalmaso | 21 de agosto | 11:00 |
| Ypiranga de Erechim | 2 - 1 | Tombense      | Colosso da Lagoa  | 21 de agosto | 16:00 |
| Boa Esporte         | 1 - 0 | Guaraní       | Melão             | 21 de agosto | 19:30 |

| Mogi Mirim | 0 - 0 | Boa Esporte         | Vail Chaves       | 27 de agosto | 15:30 |
| Macaé      | 0 - 2 | Ypiranga de Erechim | Moacyrzão         | 27 de agosto | 16:00 |
| Tombense   | 2 - 1 | Guaratinguetá       | Almeidão (Tombos) | 28 de agosto | 11:00 |
| Juventude  | 0 - 0 | Botafogo - SP       | Alfredo Jaconi    | 28 de agosto | 19:00 |
| Guaraní    | 1 - 0 | Portuguesa          | Brinco de Ouro    | 28 de agosto | 19:30 |

| Tombense            | 3 - 0 | Juventude   | Almeidão (Tombos) | 3 de septiembre | 15:00 |
| Portuguesa          | 0 - 2 | Boa Esporte | Canindé           | 4 de septiembre | 11:00 |
| Guaratinguetá       | 0 - 3 | Macaé       | Frederico Dalmaso | 4 de septiembre | 11:00 |
| Ypiranga de Erechim | 0 - 0 | Mogi Mirim  | Colosso da Lagoa  | 4 de septiembre | 15:00 |
| Botafogo - SP       | 1 - 2 | Guaraní     | Santa Cruz        | 5 de septiembre | 19:15 |

| Botafogo - SP | 1 - 0 | Tombense            | Santa Cruz     | 10 de septiembre | 19:00 |
| Boa Esporte   | 2 - 0 | Ypiranga de Erechim | Melão          | 11 de septiembre | 11:00 |
| Juventude     | 2 - 1 | Macaé               | Alfredo Jaconi | 11 de septiembre | 11:30 |
| Portuguesa    | 3 - 1 | Guaratinguetá       | Canindé        | 11 de septiembre | 19:30 |
| Guaraní       | 1 - 0 | Mogi Mirim          | Brinco de Ouro | 12 de septiembre | 19:15 |

| Macaé               | 1 - 1 | Botafogo - SP | Moacyrzão         | 18 de septiembre | 16:00 |
| Guaratinguetá       | 0 - 4 | Boa Esporte   | Frederico Dalmaso | 18 de septiembre | 16:00 |
| Mogi Mirim          | 1 - 2 | Juventude     | Vail Chaves       | 18 de septiembre | 16:00 |
| Tombense            | 2 - 0 | Portuguesa    | Almeidão (Tombos) | 18 de septiembre | 16:00 |
| Ypiranga de Erechim | 2 - 2 | Guaraní       | Colosso da Lagoa  | 18 de septiembre | 16:00 |

## Segunda fase
Los 8 clubes finalistas disputan cuartos de final, semifinales y final. los cuatro equipos semifinalistas ascienden a la Serie-B 2017.
|  | Cuartos de final                 | Cuartos de final                 | Cuartos de final                 |   |           | Semifinales         | Semifinales         | Semifinales         |  |             | Final                           | Final                           | Final                           |  |
|  | 30 de septiembre al 9 de octubre | 30 de septiembre al 9 de octubre | 30 de septiembre al 9 de octubre |   |           | 15 al 23 de octubre | 15 al 23 de octubre | 15 al 23 de octubre |  |             | 29 de octubre al 5 de noviembre | 29 de octubre al 5 de noviembre | 29 de octubre al 5 de noviembre |  |
|  |                                  |                                  |                                  |   |           |                     |                     |                     |  |             |                                 |                                 |                                 |  |
|  |                                  |                                  |                                  |   |           |                     |                     |                     |  |             |                                 |                                 |                                 |  |
|  | Juventude (v.)                   | 0                                | 1                                |   |           |                     |                     |                     |  |             |                                 |                                 |                                 |  |
|  | Juventude (v.)                   | 0                                | 1                                |   |           |                     |                     |                     |  |             |                                 |                                 |                                 |  |
|  | Fortaleza                        | 0                                | 1                                |   |           |                     |                     |                     |  |             |                                 |                                 |                                 |  |
|  | Fortaleza                        | 0                                | 1                                |   | Juventude | 1                   | 1                   |                     |  |             |                                 |                                 |                                 |  |
|  |                                  |                                  |                                  |   | Juventude | 1                   | 1                   |                     |  |             |                                 |                                 |                                 |  |
|  |                                  |                                  | Boa Esporte                      | 2 | 2         |                     |                     |                     |  |             |                                 |                                 |                                 |  |
|  | Botafogo - PB                    | 0                                | Boa Esporte                      | 2 | 2         | 0                   |                     |                     |  |             |                                 |                                 |                                 |  |
|  | Botafogo - PB                    | 0                                |                                  |   |           |                     |                     |                     |  |             |                                 |                                 |                                 |  |
|  | Boa Esporte                      | 0                                | 1                                |   |           |                     |                     |                     |  |             |                                 |                                 |                                 |  |
|  | Boa Esporte                      | 0                                | 1                                |   |           |                     |                     |                     |  | Boa Esporte | 1                               | 3                               |                                 |  |
|  |                                  |                                  |                                  |   |           |                     |                     |                     |  | Boa Esporte | 1                               | 3                               |                                 |  |
|  |                                  |                                  | Guaraní                          | 1 | 0         |                     |                     |                     |  |             |                                 |                                 |                                 |  |
|  | Botafogo - SP                    | 0                                | Guaraní                          | 1 | 0         | 0                   |                     |                     |  |             |                                 |                                 |                                 |  |
|  | Botafogo - SP                    | 0                                |                                  |   |           |                     |                     |                     |  |             |                                 |                                 |                                 |  |
|  | ABC Natal                        | 0                                | 1                                |   |           |                     |                     |                     |  |             |                                 |                                 |                                 |  |
|  | ABC Natal                        | 0                                | 1                                |   | ABC Natal | 4                   | 0                   |                     |  |             |                                 |                                 |                                 |  |
|  |                                  |                                  |                                  |   | ABC Natal | 4                   | 0                   |                     |  |             |                                 |                                 |                                 |  |
|  |                                  |                                  | Guaraní                          | 0 | 6         |                     |                     |                     |  |             |                                 |                                 |                                 |  |
|  | ASA Arapiraca                    | 3                                | Guaraní                          | 0 | 6         | 0                   |                     |                     |  |             |                                 |                                 |                                 |  |
|  | ASA Arapiraca                    | 3                                |                                  |   |           |                     |                     |                     |  |             |                                 |                                 |                                 |  |
|  | Guaraní                          | 1                                | 3                                |   |           |                     |                     |                     |  |             |                                 |                                 |                                 |  |
|  | Guaraní                          | 1                                | 3                                |   |           |                     |                     |                     |  |             |                                 |                                 |                                 |  |
|  |                                  |                                  |                                  |   |           |                     |                     |                     |  |             |                                 |                                 |                                 |  |

### Cuartos de final
| 3 de octubre de 2016, 19:15 | Juventude | 0:0 (0:0) | Fortaleza | Estadio Alfredo Jaconi, Caxias do Sul |  |

| 9 de octubre de 2016, 19:00 | Fortaleza | 1:1 (0:0) | Juventude | Estadio Castelão, Fortaleza |  |

| 30 de septiembre de 2016 21:00 | Botafogo (João Pessoa) | 0:0 (0:0) | Boa Esporte | Estadio Almeidão, João Pessoa |  |

| 9 de octubre de 2016 11:00 | Boa Esporte | 1:0 (0:0) | Botafogo (João Pessoa) | Estadio Melão, Varginha |  |

| 30 de septiembre de 2016 | Botafogo (Ribeirão Preto) | 0:0 (0:0) | ABC Natal | Estadio Santa Cruz, Ribeirão Preto |  |

| 7 de octubre de 2016 19:00 | ABC Natal | 1:0 (0:0) | Botafogo (Ribeirão Preto) | Estadio Frasqueirão, Natal |  |

| 1 de octubre de 2016 19:00 | ASA Arapiraca | 3:1 (1:1) | Guaraní | Estadio Fumeirão, Arapiraca |  |

| 8 de octubre de 2016 18:30 | Guaraní | 3:0 (1:0) | ASA Arapiraca | Estadio Brinco de Ouro, Campinas |  |

### Semifinales
| 15 de octubre de 2016 18:30 | Juventude | 1:2 (0:2) | Boa Esporte | Estadio Alfredo Jaconi, Caxias do Sul |  |

| 22 de octubre de 2016 21:00 | Boa Esporte | 2:1 (1:0) | Juventude | Estadio Melão, Varginha |  |

| 16 de octubre de 2016 21:00 | ABC Natal | 4:0 (2:0) | Guaraní | Estadio Frasqueirão, Natal |  |

| 23 de octubre de 2016 21:00 | Guaraní | 6:0 (2:0) | ABC Natal | Estadio Brinco de Ouro, Campinas |  |

### Final
| 29 de octubre de 2016 19:15 | Guaraní | 1:1 (0:0) | Boa Esporte | Estadio Brinco de Ouro, Campinas |  |

| 5 de noviembre de 2016 18:45 | Boa Esporte | 3:0 (2:0) | Guaraní | Estadio Melão, Varginha |  |

| Minas Gerais            |
| Campeón                 |
| Boa Esporte 1.er título |